# フリオ・セサール・グリーン
フリオ・セサール・グリーン（Julio Cesar Green、男性、1967年5月19日 - ）は、ドミニカ共和国のプロボクサー。元WBA世界ミドル級王者。

## 来歴
1990年10月30日、アメリカ合衆国でプロデビュー。
1993年10月23日、NABF北米スーパーウェルター級王座を獲得した。同王座は2度の防衛に成功した。
1995年6月16日、WBA世界スーパーウェルター級王座決定戦でカール・ダニエルズ（アメリカ）と対戦し、0-3の判定負けを喫し王座獲得に失敗した。
1997年8月23日、階級を上げWBA世界ミドル級王者ウィリアム・ジョッピー（アメリカ）と対戦し、12回3-0の判定勝ちを収め王座獲得に成功した。
1998年1月31日、ウィリアム・ジョッピーとダイレクトリマッチで5ヶ月ぶりに再戦し、12回0-3の判定負けを喫し初防衛に失敗し王座から陥落した。
1999年2月20日、WBA世界ミドル級暫定王座決定戦でダーレン・オバー（オーストラリア）と対戦し、9回TKO勝ちを収め暫定ながら1年1ヶ月ぶりの王座返り咲きに成功した。
1999年9月24日、ウィリアム・ジョッピーと王座統一戦で対戦し、7回TKO負けを喫し王座統一に失敗、7ヵ月保持していた暫定王座は正規王座に吸収される形で消滅した。
2002年7月27日、階級を上げWBA世界スーパーミドル級王者バイロン・ミッチェル（アメリカ）と対戦し、4回TKO負けを喫し2階級制覇に失敗した。
2004年3月13日、WBCインターナショナルスーパーミドル級王者ミッケル・ケスラー（デンマーク）と対戦し、初回KO負けを喫しまたしても2階級制覇に失敗した。
2004年9月3日の試合を最後に引退した。

## 獲得タイトル
- WBA世界ミドル級王座（防衛0度）
- WBA世界ミドル級暫定王座（防衛0度）